# Podsavezna nogometna liga Kragujevac 1952.
Podsavezna liga Kragujevac bila je liga drugog stupnja nogometnog prvenstva Jugoslavije u sezoni 1952. 
 Sudjelovalo je 8 klubova, a prvak je bio "Napredak" iz Kruševca.
Ranije su klubovi Kragujevačke i Užičke oblasti spojeni u jedan podsavez, sa sjedištem u Kragujevcu. Teritorij podsaveza je pokrivao teritorije sadašnjeg Pomoravskog, Rasinskog, Zlatiborskog, Šumadijskog, Moravičkog, Raškog i Kraljevačkog okruga[nepostojeći?].

Kragujevački podsavez je uz jedinstvenu ligu od osam klubova imao i osam zona po teritorijaloj pripadnosti.

## Formiranje lige
- Napredak (Kruševac), povratnik iz Prve savezne lige
- Radnički (Kragujevac), Borac (Čačak), Sloga (Kraljevo) i Jedinstvo (Paraćin) – dotadašnji članovi jedinstvene Srpske lige
- Šumadija (Aranđelovac) i Sloboda (Užice) kao prvaci bivše Kragujevačke, odnosno Užičke oblasne zone
- Osmi član je postao pobjednik kvalifikacija drugoplasiranih timova Kragujevačke i Užičke oblasne lige – Radnički (Svilajnac)

Kvalifikacije za popunu lige:
| Radnički (Svilajnac) | – | Polimlje (Prijepolje) | 3:0 | 1:0 |

## Ljestvica
| mj.                                               | klub                 | ut. | pob. | ner. | por. | gol+ | gol- | bod |
| ------------------------------------------------- | -------------------- | --- | ---- | ---- | ---- | ---- | ---- | --- |
| 1.                                                | Napredak Kruševac    | 14  | 8    | 4    | 2    | 34   | 18   | 20  |
| 2.                                                | Radnički Kragujevac  | 14  | 8    | 2    | 4    | 38   | 17   | 18  |
| 3.                                                | Sloga Rankovićevo    | 14  | 7    | 3    | 4    | 23   | 18   | 17  |
| 4.                                                | Šumadija Aranđelovac | 14  | 6    | 3    | 5    | 28   | 21   | 15  |
| 5.                                                | Borac Čačak          | 14  | 5    | 5    | 4    | 17   | 14   | 15  |
| 6.                                                | Radnički Svilajnac   | 14  | 6    | 3    | 5    | 18   | 20   | 15  |
| 7.                                                | Sloboda Titovo Užice | 14  | 4    | 0    | 10   | 11   | 30   | 8   |
| 8.                                                | Jedinstvo Paraćin    | 14  | 1    | 2    | 11   | 10   | 41   | 4   |
|                                                   |                      |     |      |      |      |      |      |     |
| Za narednu sezonu liga je proširena na 10 klubova |                      |     |      |      |      |      |      |     |
| Izvori                                            |                      |     |      |      |      |      |      |     |

- Viši rang:
  - Napredak (Kruševac) sudjelovao je u kvalifikacijama za Prvu ligu, u okviru republike – nije uspio
- Ispali:
  - Jedinstvo (Paraćin) i Sloboda (Užice) su se vratili u zonske lige
- Novi članovi:
  - Takovo (Gornji Milanovac), Mladost (Svetozarevo), Železničar (Rankovićevo) i Železničar (Lapovo), četiri od osam pobjednika zona postali su članovi nove podsavezne lige koja broji 10 članova.
- Kvalifikacije za ulazak u podsavez:
  - Igrano u dvije grupe, sudionici su bili prvoplasirani i drugoplasirani timovi iz svih osam zona.
  - Prva grupa: Šumadinac (Natalinci), Takovo (Gornji Milanovac), Farbin (Požega), Železničar (Kraljevo), Kolonija (Kragujevac), Polimlje (Prijepolje), Rasina (Kruševac) i Budućnost (Ćuprija). Viši rang: Takovo (Gornji Milanovac) i Železničar (Kraljevo)
  - Druga grupa: Proleter (Čačak), Bane (Raška), Železničar (Lapovo), Mladost (Svetozarevo), Prvi partizan (Titovo Užice), Borac (Bivolje), Radnički (Sevojno) i Kragujevac. Viši rang: Mladost (Svetozarevo) i Železničar (Lapovo)

## Kvalifikacije za Prvu saveznu ligu – Republička razina
- Sudionici:
  - Spartak Subotica, Dinamo Pančevo i Proleter Zrenjanin, tri prvoplasirana tima Vojvođanske lige
  - Radnički Beograd, prvak grada Beograda
  - Radnički Obrenovac, prvak Beogradskog podsaveza
  - Napredak Kruševac, prvak Kragujevačkog podsaveza
  - Radnički Niš, prvak Niškog podsaveza
  - Trepča K. Mitrovica, prvak Kosmetskog podsaveza

| 1. kolo              | 1. kolo               | 1. lipnja  | 8. lipnja       |
| -------------------- | --------------------- | ---------- | --------------- |
| Radnički (Beograd)   | Proleter (Zrenjanin)  | 4:1        | 1:3             |
| Radnički (Obrenovac) | Spartak (Subotica)    | 1:6        | 0:5             |
| Dinamo (Pančevo)     | Trepča (K. Mitrovica) | 6:0        | 0:3             |
| Radnički (Niš)       | Napredak (Kruševac)   | 3:1        | 0:4             |
| 2. kolo              | 2. kolo               | 15. lipnja | 22. lipnja      |
| Napredak (Kruševac)  | Spartak (Subotica)    | 1:5        | 2:5             |
| Dinamo (Pančevo)     | Radnički (Beograd)    | 2:0        | 1:3, penali 4:3 |
| Finale               | Finale                | 26. lipnja | 1. srpnja       |
| Spartak (Subotica)   | Dinamo (Pančevo)      | 2:0        | 1:1             |

- Spartak, ujedno i Republički prvak se plasirao u završnicu saveznih kvalifikacija

## Unutrašnje poveznice
- 2. ligaški rang 1952.